# Martin Friedrich von Heimburg
Martin Friedrich von Heimburg (* 27. Juni 1690; † 13. September 1766 auf Holzbaden) war kurhannoverischer Generalleutnant. Er war Herr auf Landringhausen, Nordgoltern sowie Holzbaden.

## Herkunft
Er entstammte der Linie Goltern der braunschweigischen Familie von Heimburg. Seine Eltern waren Jobst Heino von Heimburg (* 17. Januar 1659; † 13. November 1721) und dessen Ehefrau Sophie von Graevenitz. Sein Vater war Herr auf Landringhausen und Benzingerode sowie Oberhauptmann und Vizehofrichter in Blankenburg.

## Leben
Heimburg wurde 1729 Rittmeister im Reiterregiment von Schlütter und 1732 im selben Regiment unter Rathmann Major. Im Jahr 1740 kam er als Oberstleutnant in das Regiment Wintzer, 1742 wechselte er in das Dragoner-Regiment von dem Bussche. Er erhielt 1746 als Oberst das Leib-Regiment Launay und im Jahr 1751 das Dragoner-Regiment von Aldeleben. Im Jahr 1754 wurde er zum Generalmajor befördert und im April 1757 zum Generalleutnant. Er ging im gleichen Jahr in Pension und starb 1766 auf seinem Gut Holzbaden.
Er kämpfte mit seinem Regiment im österreichischen Erbfolgekrieg.

## Familie
Er heiratete 9. April 1727 Gertrud Magarethe von Köhler († vor 1766), eine Tochter des Anton Christian von Köhler aus dem Haus Dedendorf. Das Paar hatte wenigstens zwei Söhne:
- Wilhelm August (* 17. Januar 1728; † 24. Dezember 1775), Rittmeister a. D. ⚭ 1754 Marie Sophie von Hassel (* 20. September 1736; † 1819)
- Heino Friedrich (* 1731; † jung)